# Ысык
Ысык (каз. Ысық) — один из 19 родов крупного тюркского племени Алшын, входит в состав родоплеменного образования Байулы. Родовой клич — Байтерек (каз. Бәйтерек). Тамга рода — «У», «Q», «>».

## История названия рода и его правописание
Ысык — Шихляр (ших, сих), Ысык, Ыссык, Исык, Иссык, Ысых, Есых, Исых.
Первые письменные сведения о родовом составе Младшего жуза относятся к 1748 году и принадлежат М. Тевкелеву. Байулы исчисляются 12-ти родами, а именно: адай, джаббас, алача, байбакты, берчь, маскар, тазлар, исентемир, алтин, шихляр, черкес, тана.
Более точные сведения о родовом составе Младшего жуза приведены Левшиным А. И. Он пишет, что родовое объединение байулы состоит из двенадцати родов — Адай, Жаппас, Черкес, Тана, Кзылкурт, Шихлар, Алача, Байбакты, Маскар, Берч, Тазлар, Исентемир.
В 1823 году Вяткиным М. П., со слов старшин малой орды (Младший жуз), записано:
Алимулы — Торткара (каз. Төртқара), Шекты (каз. Шекті), Каракесек (каз. Қаракесек), Карасакал (каз. Қарасақал), Каракете (каз. Қаракете), Ожырай (каз. Ожырай), Шомекей (каз. Шөмекей);
Байулы (каз. Байұлы) — Адай, Таз, Ысык, Черкес (каз. Шеркеш), Есентемир (каз. Есентемір), Тана, Берш (каз. Беріш), Жаппас, Алаша, Маскар (каз. Масқар), Кызылкурт (каз. Қызылқұрт);
Жетыру (каз. Жетіру) — Табын, Кердери (каз. Кердері), Тама, Жагалбайлы (каз. Жағалбайлы), Кереит (каз. Керейіт), Рамадан, Телеу.
Младший жуз у Аманжолова С. А. состоит из 33 родов и племен, в их числе и ших-лар.
Таким образом, Востров В. В. и Муканов М. С. исык возводят к арабскому «шейх» (в тюркском звучании ших, сих, ысых) и они, якобы, являются потомками суфийско-мусульманских миссионеров, пришедших в казахские степи из Средней Азии.
Мангистауский учёный С.Кондыбай связывал этноним Ысык/сык с названием гуннского племени зих/цих/цикх, которое после распада Гуннского государства, поочерёдно входило в состав булгар, хазар, печенегов, огузов и кипчаков. В дальнейшем древний этноним зих в народной среде стал восприниматься как ших (по-арабски шейх) и получил религиозную окраску.
Если принять во внимание аланское происхождение большинства алшынских племён, то этноним ысык можно прочитать и как Асык «асы».
Наименование происходящего от асов племени, правильной формой которого должно быть Асак (более ранняя) или Асик/Асык (более поздняя), также звучит по-разному. Как Языг — скифское племя, а позднее крупнейшее объединение сарматских племен, древнетюкское племя Азыг, Ясык — род казахского племени найман, Караул-Ясык — род казахского племени кипчак, Озык — род казахского племени керей, как Исык (Ысык) — одно из крупных племен казахов Младшего жуза и хаккаский род Ажыг. (Ж. Байжумин).
Важнейшим же подтверждением тому, что языги (Асак/Асык) прежде являлись скифским племенем, служит сообщение Страбона о том, что степи между Доном и Днепром занимали языги, тирогеры и «царские сарматы».
Сами же сарматы-языги, позднее, под именем «метаностасов» (лат. «переселенцы») широко и массово расселились не только в придунайских провинциях Рима, но и на территории самой Италии, главным образом на севере этой страны.
«Языгией» поныне именуют и область Ясшаг, находящуюся в так называемом «венгерском затисье» — «Тисантуле» (за р. Тисой), в которой эти тюркские кочевники осели «во времена правления Арпадов». Центром данной области является и сегодня город под названием Ясберень («город ясов»), возникший когда-то в местности, в которой, по существующему преданию, в V веке был похоронен вождь гуннов Аттила (Ж. Байжумин).

## Племя, историография Байулы
Племя устойчивая и мобильная в социально-экономическом и военно-организационном значении структура общества номадов. Это обеспечивалось, прежде всего, организацией системы власти и подчинения, созданием самостоятельных военных структур — дружин, состоящих из числа представителей племенной знати и батыров, и оснащением достаточно совершенным вооружением всех остальных членов племени.
Одним из важных моментов в становлении племени являлось обретение навыка длительного и устойчивого объединения вновь образовавшихся скотоводческих племён друг с другом. Все дальнейшее существование каждого такого племени в Евразийской степи, более всего зависело от его способности к объединению с другими племенами. Подобными навыками обладали только кочевники. (Ж. Байжумин).
«Бай» — значение этого китайского иероглифа Ш. Кудайбердиев. и М.Тынышпаев переводят как «улуг» — великий. Известно также и другое его прочтение — «белый».
Ж.Байжумин, этноним «Бай», переводит с тюркского языка как — «главный, старший», «превосходящий, возвышенный, высокий» и «большой, огромный». Такой перевод, применительно к структуре племенного союза, наверное, возможен — поскольку алимулы объединяет шесть родов, жетиру — семь, байулы — двенадцать. В составе же племени роль адайского рода и беришей трудно оспаривать.
Байулы (каз. Бай ұлы) — название родоплеменной группы в составе алшынского союза племён.
Согласно историческим источникам этноним «байулы» связан с названием телеского племени «баегу/байгу/багу/байырку».
С. Аманжолов соотносит «байулы» с древнетюркским племенем «бекулы/бекин», которое в связи с усилением киданей, ещё до возвышения монголов, ушло на запад. С тех пор кипчаки называли их несколько иначе, то есть байулинцами.
Родоплеменная группа «байулы» имеет параллельное название «кыдырбай», которое некоторыми исследователями связывается с названием булгаро-хазарского рода «Кыдыр/кудургур» (С.Кондыбай).

## Родо-племенной союз, историография Алшын
По мнению лингвистов Т. Д. Джанузакова и С. К. Кенесбаева в основе этнонима алшын лежит название скифского племени «алазон», которое в VI—III веках до н. э. проживало на берегах Чёрного и Азовского морей. (Первым эту версию выдвинул М.Тынышпаев).
Трансформация (видоизменение) этнонима племени происходила следующим образом:
алазон > алзон > алсон > алсын > алшын
Сам по себе этноним «алазон» состоит из двух частей: ала — «большой, огромный» древнетюрк. сл.; зон/дьон/дон в значении — «народ, племя»
Этнонимический материал казахов-алшынов позволяет выделить булгаро-хазарский пласт: кердери (гунны), берш (берсил), кён, кёнек, куни (гунны), абдал, баябдал (эфталиты), садакшы (гунны-садаги), казангап, казантепер, кусен (булгары-казаны), кыдырбай, кадир (хазары-кадиры), коса (козар), мадияр, орман (акациры), турке, турик, туркибай (хазары-турки), сабык (хазары-забук), сабыршы, соба, шубар (сувары).
Этнонимический материал казахов-алшынов несёт в себе информацию и о печенего-огузско-кыпчакском периоде протоалшынского союза племен, который также оставил неизгладимый след в этнонимии казахов-алшынов. Родоплеменная структура алшынов сохранила следующие наименования — печенего-огузско-кыпчакских племён: караман, обаган, коныр, карабай (печенеги); аккошкар, бает, баян, бозгыл, емирей, жаудр, жаулы, шаудир, жеменей, карабёрик, каракойлы, кынык, салы, татыран, турикпен-адай (огузы); токсоба, карабёрикли, сарикпен, сары, шортан, акбан (кипчаки). (Нурумбаев А. А.).

### Алшыны и алчи-татары
Байулы наряду с алимулы представляют собой одно из двух крупных родоплеменных групп в составе алшынов. Рядом авторов аргументирована точка зрения о тождестве алшынов и алчи-татар, живших в Монголии до XIII в. Согласно шежире, приводимому Ж. М. Сабитовым, все алшынские роды в составе байулы и алимулы происходят от Алау из племени алшын, жившего в XIV в. во времена Золотоордынского хана Джанибека.
Судя по гаплогруппе C2-M48, выявленной в том числе и у ысык, прямой предок алшынов по мужской линии происходит родом с Восточной Азии (близка калмыкам и найманам рода сарыжомарт), но не является близким нирун-монголам (субклад С2-starcluster). Генетически племенам алимулы и байулы из народов Центральной Азии наиболее близки баяты, проживающие в аймаке Увс на северо-западе Монголии.

## Тамга рода
О происхождении тамговых знаков Н.Аристов писал:

«… сын мифического Огуз-хана Кун-хан дал тюркским племенам тамги для того, чтобы ими обозначались… табуны и стада, во избежание от какой бы то ни было ссоры или сопротивления у одного с другим».

Тамга — печать (также оттиск печати), документ или грамота с ханской печатью.
Особый знак (клеймо, тавро), которым отмечалось право собственности на скот и т. д. (БСЭ, том 25).
По данным некоторых современных исследователей ысыки являются выходцами из средневековых найманов, на что указывает начертание их родовых тамг.
Первая тамга «У» называется «бакан» — шест, подпирающий шанырак — купол юрты. Найманский род баганалы имеет эту тамгу.
Вторая тамга «Q» — идентична тамге найманского рода терстамгалы.
Третья тамга «>» (математический знак «больше»), можно идентифицировать с общеалшынской " ^ « „стрелка-направление“ и общенайманской тамгами „v“ („галочка, вита-победа“).
Родовые тамги исык, есентемир („У“, по Гродекову, Тынышпаеву и Аманжолову) и черкеш („У“, по тем же данным и „Материалам по истории Казахской ССР“) почти одинаковы, что говорит об их несомненном родстве (Востров В. В. и Муканов М.С).

## Родовой клич (ураны)
Уран (каз. ұран) — это существовавший у каждого племени особый боевой клич, призванный поддержать дух соплеменников в ходе сражения. Этот клич являлся именем одного из предков — прославленных древних батыров, знаменитых биев или духовных лидеров, происходивших из данного племени.
У исыков это — „Байтерек“.
Ураном, с которым на протяжении столетий вступала в сражения конница тюркских кочевников, является яростный клич — „Хурай!“. Смысл древнетюркского слова „хурай“, являющегося по сути обращением к Богу (Тэнгри), — „Да поможет (Бог)!“, „Да спасет (Всевышний)!“. У древних тюрков существовало поверье в сверхъестественную силу возгласа „Хурай!“. Причем этот возглас выражал не только угрозу и звучал в сражениях, но и являлся и знаком радости („Слава Всевышнему!“), призыва (!О Всевышний!») и благодарности («Благодарю тебя, Всевышний!»).
Отсюда, видимо, монгольское «хурра», и русское «ура!», и английское «хәра!»…
Кроме урана, каждое казахское племя имело свою собственную боевую хоругвь (знамя). Свиту батыра дополнял бунчук — длинное древко с шаром или острием на верхнем конце, с развивающимся конским хвостом — признак власти у кочевников. (Ж.Байжумин).

## География расселения рода
На территории современного Казахстана казахи Малой орды (Кіші жүз) обитали в Тургайской и Уральской областях, Мангышлакском уезде Закаспийской области и Букеевской (внутренней) орде.
Зимовки рода иссык находились по рекам Урал, Калдыгайте (в её верховьях), в песках Бийрюк, Тайсойган, Когузек и Джаманагаш.
Особенностью расселения этого рода являлась его сравнительная компактность. Как мы видим, все общины рода в этом уезде сосредоточивались в двух местах, причем основная масса зимовок располагалась в песках.
По Жамансаю и на кромке песков Тайсойган зимовали казахи рода иссык. Восточную оконечность этих песков занимали адаевцы, западнее к ним примыкали зимовки родов иссык и кете.
Все северное (от границы с Букеевской ордой) и северо-восточное побережье Каспийского моря было густо покрыто зимними пастбищами. По морскому побережью к зимовкам рода таз примыкали зимовки родов тама и иссык, шекты и адай.
Прибрежные земли вдоль Эмбы в пределах Гурьевского уезда были заняты зимовками родов каракесек, иссык и адай.
Выше по течению Эмбы начинались зимовки рода иссык. Основная масса их зимовок находилась по её правому берегу. Большое число зимовок было разбросано по реке Сагыз, выше по реке и в прибрежных песках находились зимние пастбища рода иссык.
Расселение рода на территории Букеевской орды.
Четыре отделения рода исык зимовали в двух местах обособленного пользования. Отделения Кыдыргул и Сарыисык имели зимовки по южной кромке разливов Камыш-Самарских озёр. Два других отделения этого рода зимовали по берегу Каспия среди зимовок родов таз и берш.
На зимовки те и другие собирались в районе горы Чапчачи, в центре уезда. (Востров В. В. и Муканов М.С).
Казаки Адаевского уезда. Букейхан А. Н.
Адаевский уезд занимает пространство между морями Каспийским и Аральским (параллели 42 и 50, площадью более 300 тыс. км². Население уезда, по данным 1925 года, составляло 127,8 тыс. чел., из них мужчин — 66,1 тыс. чел., женщин — 61,7 тыс. чел.
Адаевский уезд состоит из 27 волостей. В бассейне реки Ойыл и в районе г. Уила находится «Казыбекская» волость, где проживает исключительно казахский род Ысых. Волость № 21 состоит из 5 административных аулов, из них один административный аул — рода Ысых-жарбол — кочует на территории 14 волости. «Шыйлы-Сагизская» волость № 24 образовалась в 1919 году и состоит из 8 административных аулов, с числом хозяйств — 705, из них три хозяйства рода Ысых.